# Европейски бобър
Европейските бобри (Castor fiber) са вид средноголеми бозайници от семейство Боброви (Castoridae). Разпространени са в Южен Сибир и в Европа, с изключение на южните ѝ части. В началото на 20 век видът е силно застрашен, като популацията му се оценява на около 1200 екземпляра, но днес е напълно стабилизиран с над 600 хиляди екземпляра, като числеността и ареалът му нарастват. Европейският бобър е вторият по големина съществуващ днес гризач след капибарата.
В територията на днешна България се е срещал до началото на 18 в. Най-пълното изследване за миналото разпространение на бобъра в балканските страни и разпространението му България от зоолога Николай Боев. Многобройни костни останки и зъби от бобър в България са намерени във всички райони на страната, което доказва твърде широкото му разпространение в миналото от неолита до средновековието.
По-нови данни доказват, че бобърът в България е просъществувал докъм от 1750 – 1850 г. Повечето от известните по субфосилни костни останки находища на бобъра в България са били разположени между 100 и 300 метра н.в. В България са известни 5 палеолитни, 20 неолитни, 12 халколитни находища, както и такива от бронзовата и желязната епоха, от античността и средновековието. Бобърът чувствително оредява около началото на новата ера. Някогашното му разпространение е доказано за поречията на 28 български реки. Всичките му бивши находища са били разположени в равнинни райони по долните течения на реките.
В публикация в международното списание със свободен достъп Acta Zoologica Bulgarica еколозите Николай Коджабашев, Десислава Цвяткова, Красимир Кръстев, Милен Игнатов и Теодора Теофилова съобщават за първите наблюдения на европейски бобър (Castor fiber) в България от 150 години насам. Първоначално животинките са локализирани при обследване за незаконна сеч през септември 2020 г. по поречието на река Дунав.Това е  документирано от фотокапан от защитена зона „Ломовете“ през 2021 г.